# Автотехническа експертиза
Автотехническата експертиза е част от т.нар. процесуално-следствени действия. Има основна задача да изяснява всички факти и обстоятелства, свързани с пътните превозни средства и други участници в пътното движение, както и анализът на тяхното участие в събития като пътнотранспортни произшествия, ремонти, оценка на вредите, оценки свързани със стойността на превозното средство. Изготвянето на автотехническа експертиза е задължителен елемент от разследването на пътнотранспортни произшествия.
За изготвянето на автотехнически експертизи се изискват специални, технически и научни знания в областта на пътните превозни средства, а в определени случаи и за другите участници в пътното движение.
Такъв вид експертизи се назначават от съответните органи – съд, следствие, прокуратура. Изготвянето на експертизите се извършва от имащи съответния ценз лица – инженер(и) (техници) по транспортна техника, а много често при т.нар. „комплексни експертизи“ – съвместно със съдебни лекари, физици, специалисти по материалознание и технология на металите, както и други специалисти, имащи отношение по съответния казус.
В България автотехнически експертизи основно се изготвят от специалисти – експерти, включени в списъците по чл. 401.(1) от Закона за съдебната власт в област 5.2 „Съдебни автотехнически експертизи“. Автотехнически експертизи могат да се изготвят и от други физически и юридически лица, оценителски асоциации, които имат отношение към изготвяне на експертизи – Асоциация на вещите лица и експертите, Асоциация на българските оценители, Съюз на независимите автотехнически експерти в България и др.